# Keegan Williams
Keegan Williams (* 25. September 1980 in Hamilton) ist ein ehemaliger Triathlet aus Neuseeland. Er wird in der Bestenliste neuseeländischer Triathleten auf der Ironman-Distanz geführt.

## Werdegang
Keegan Williams startete als 12-Jähriger bei seinem ersten Triathlon. Er war als Triathlet vorwiegend bei Bewerben über die Langdistanz aktiv und wurde seit 2008 trainiert von Brett Sutton. Seit 2014 tritt er nicht mehr international in Erscheinung.
Er lebt mit seiner Frau  in Cambridge. Keegan Williams ist als Coach tätig für das Trisutto-Team und er trainierte z. B. die neuseeländische Triathletin Candice Riley.

## Sportliche Erfolge
| Datum/Jahr    | Rang | Wettbewerb           | Austragungsort | Zeit     | Bemerkung                                                                                            |
| ------------- | ---- | -------------------- | -------------- | -------- | --- |
| 25. Mai 2014  | DNF  | Ironman Brasil       | Florianópolis  | –        | |
| 18. Aug. 2013 | 13   | Ironman Copenhagen   | Kopenhagen     | 08:25:32 | bei der Erstaustragung                                                                               |
| 10. Juli 2011 | 3    | Challenge Roth       | Roth           | 08:16:01 | Dritter hinter dem Sieger Andreas Raelert, der mit 7:41:33 Stunden einen neuen Weltrekord aufstellte |
| 29. Mai 2011  | 6    | Ironman Brasil       | Florianópolis  | 08:39:10 | |
| 5. März 2011  | 4    | Ironman New Zealand  | Taupo          | 08:49:34 | [ 3 ]                                                                                                |
| 15. Aug. 2010 | 2    | Challenge Copenhagen | Kopenhagen     | 08:12:54 | Zweiter auf der Langdistanz                                                                          |
| 16. Jan. 2010 | 3    | Challenge Wanaka     | Wanaka         |          | |
| 17. Jan. 2009 | 2    | Challenge Wanaka     | Wanaka         | 08:44:05 | |

(DNF – Did Not Finish)